# Raymond Biaussat
Raymond Biaussat est un artiste peintre français né le 21 janvier 1932 à Vergt (Dordogne), installé à Périgueux où il est mort le 13 mai 2021.

## Biographie

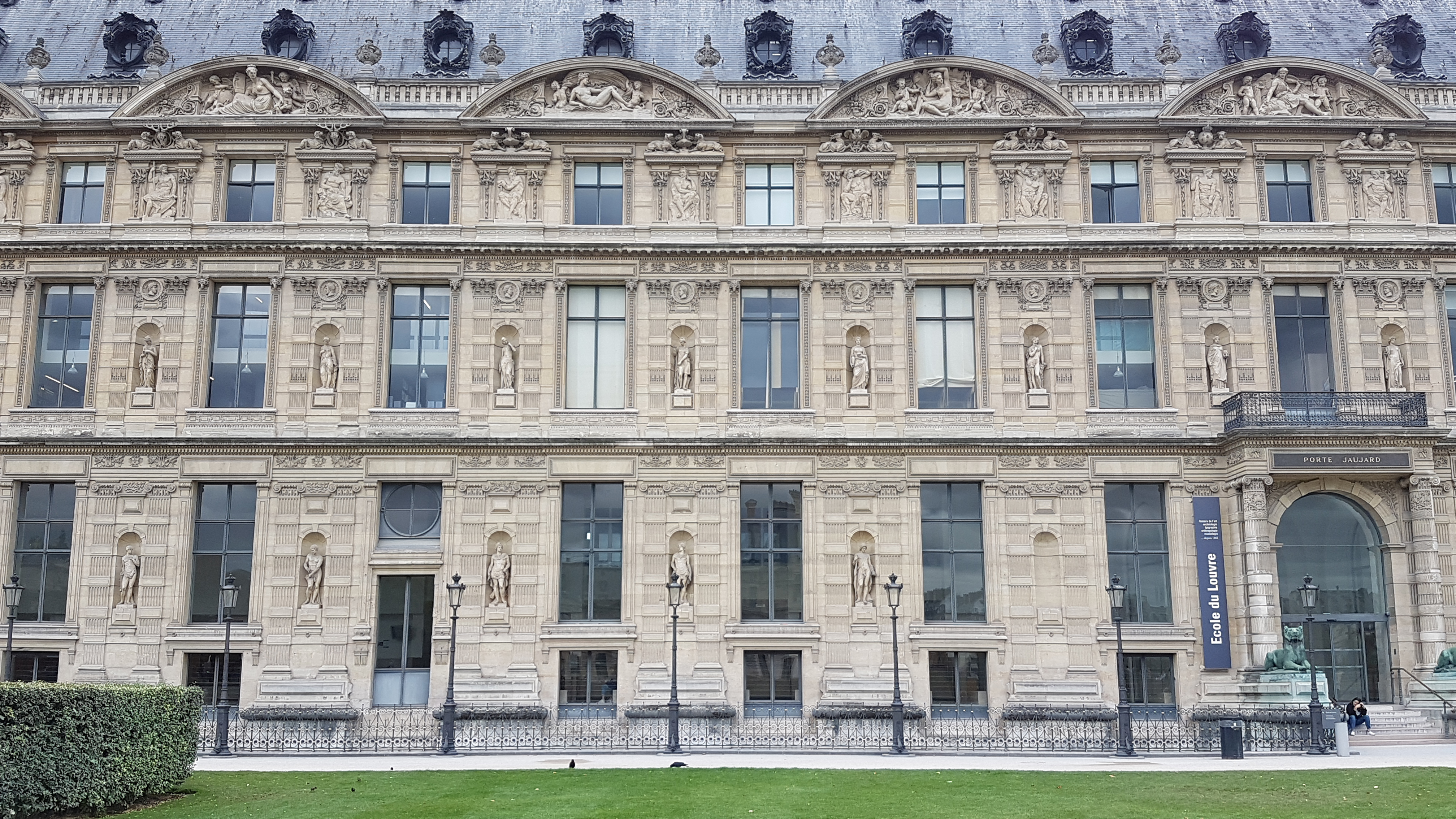
École du Louvre, Paris

Raymond Biaussat naît du mariage de Jean Biaussat (1901-1983) et Fernande Richard (1907-1992). Après avoir effectué ses études secondaires en pensionnaire au collège Giraut-de-Borneil d'Excideuil, puis son service militaire en Allemagne et en Algérie de 1954 à 1956, il est à Paris, grâce à l'obtention de la bourse des arts et des lettres de la fondation L'Avenir du Périgord de Sylvain Floirat, élève en histoire de l'art de l'École du Louvre et obtient en fin de la décennie 1950 le certificat d'éducateur artistique de l'Académie du Jeudi d'Arno Stern. 
Marié à Odile Charlier avec qui il est installé au 12, rue Pestalozzi dans le 5e arrondissement, il est jusqu'en 1992 animateur de l'atelier de peinture de la direction des services sociaux du Ministère des Postes à Paris et l'un des co-auteurs de l'ouvrage Incitation à l'expression publié par le Centre national de documentation pédagogique du Ministère de l'éducation nationale.
De 1969 à 1992, Raymond Biaussat fait partie des artistes permanents de la Galerie d'art de la place Beauvau. Il est alors sociétaire des principaux salons parisiens (Salon d'automne, Salon de la Société nationale des beaux-arts, Salon des artistes français, Salon du dessin et de la peinture à l'eau, Salon des peintres témoins de leur temps), participe également au Salon Comparaisons.
Sur la prédominance du visage - et en particulier des yeux - dans son œuvre qu'il évalue à plus de mille toiles, Raymond Biaussat s'explique : « Depuis que l'acte de peindre s'est imposé à moi comme une respiration, je me suis appliqué à étudier les éléments qui concrétisent un visage, le définissent, mais aussi l'illuminent. Pour cela, au-delà du travail-jeu que peut être le dessin, il m'a fallu chercher à traduire la lumière intérieure, cerner la transparence d'un regard et ce dans le plus grand respect qui soit. C'est troublant et difficile mais passionnant parce qu'on touche au merveilleux de la création. C'est sur cet axe que j'organise ma recherche picturale que je veux sincère et sensible afin d'être en accord avec moi-même, toujours ».
Raymond Biaussat s'éteint à Périgueux le 13 mai 2021.

## Œuvres

### Illustrations bibliophiliques
- Aimé Blanc, La part du diable, La Solidarité par le livre, 1965.
- Pierre Fanlac, Une histoire d'amour - Sept poèmes, sept dessins de Raymond Biaussat, cent cinquante exemplaires numérotés, Éditions P. Fanlac, 1978.
- Raymond Biaussat, Le jardin improbable des bateaux sans voyage, Imprimerie Leconte, Montrouge, 1979.

### Autres
- Habillage des bouteilles Vin de fête des vignobles Pierre Sadoux et Château Court-les-Mûts 1985, Razac-de-Saussignac.

## Expositions

### Expositions personnelles

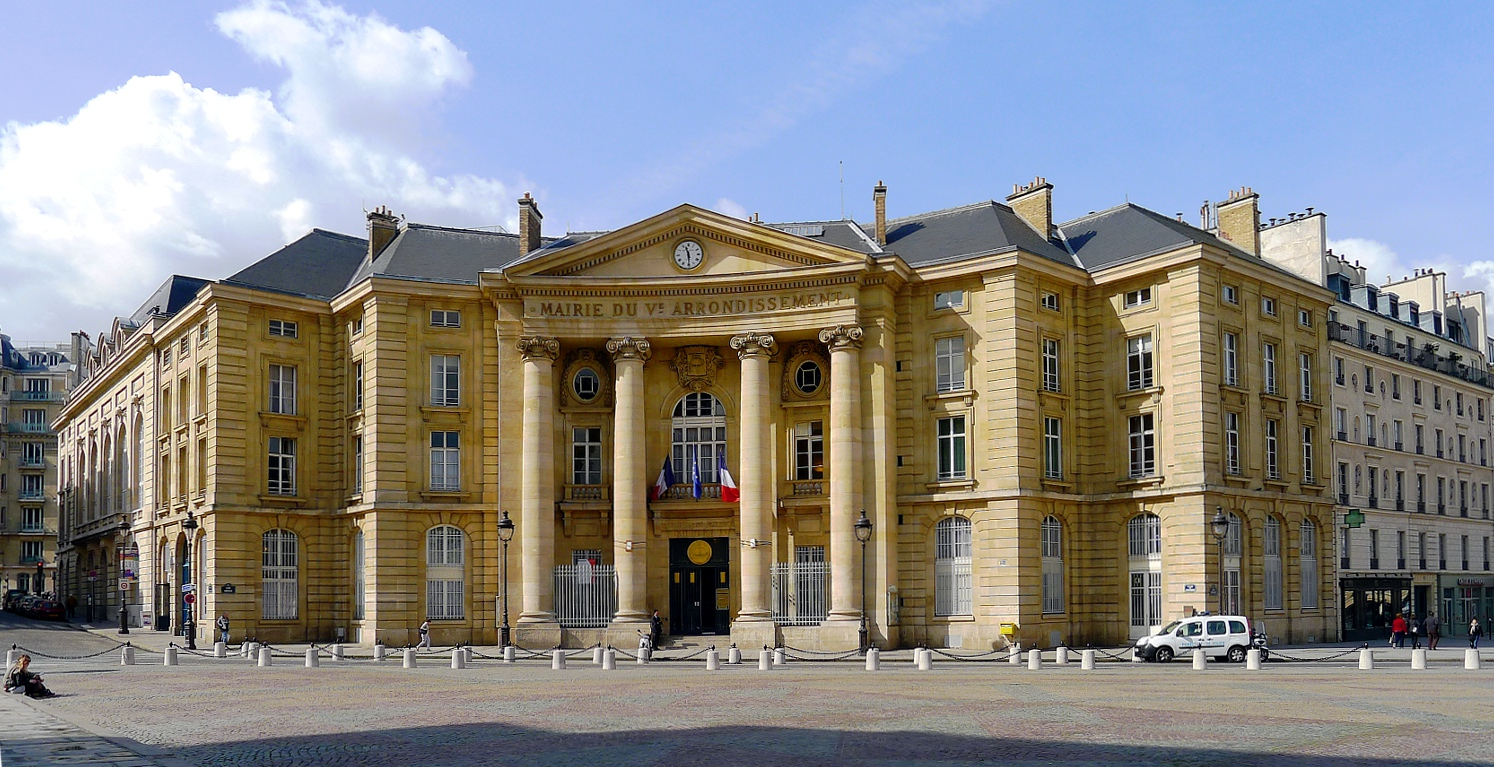
Mairie du Ve arrondissement de Paris, 1987

- Office de tourisme de Périgueux, 1968.
- Galerie Jaubert, Paris, 1971, 1973.
- Musée de Créon, 1972.
- Galerie Aktuaryus, Strasbourg, 1972, 1975, novembre 1990.
- Galerie de la Pyramide, Vienne, 1973, 1976.
- Galerie Thiers, Charleville-Mézières, 1977.
- Galerie d'art de la place Beauvau (Jean Minet), Paris, 1977 (Les apparences), 1979 (Les jardins de Flavie), janvier 1983 (Promenade à fleur de cœur), 1986 (Un semblant de magie), mars 1990 (Carnet de bal), mars-avril 1992 (Paysages à haute voie).
- Raymond Biaussat - Fêtes d'automne, mairie du 5e arrondissement de Paris, 1987.
- Galerie Le Colombier, Lille, 1978.
- Galerie Saint-Pierre Le Jeune, Strasbourg, 1978.
- Galerie Thomann, Villefranche-sur-Saône, 1979.
- Galerie Nettis, Le Touquet, 1980[6], 1983.
- Galerie Schèmes, Lille, 1981, 1983, 1988.
- Galerie Maya, Strasbourg, 1982.
- Galerie La Closerie, Châteauneuf-du-Pape, 1982.
- La Pastorale, Hôtel de France, Auch, 1982.
- Galerie Christiane Vallé, Clermont-Ferrand, 1984.
- Galerie 99, Tours, 1984, 1986.
- Galerie Schmitt, Metz, 1985.
- Galerie J.C.B., Colmar, 1985.
- Rétrospective Raymond Biaussat, Château Court les Mûts, 1987.
- Galerie La Vieille porte, Thionville, 1988.
- Grand Hôtel de l'Opéra, Toulouse, 1991.
- Galerie Dominantes, Périgueux, janvier-février 1994 (La part du rêve), octobre-novembre 1995 (Atout : fleurs).
- Raymond Biaussat - Rétrospective, Galerie d'art Louis-Pradel, Sorges, juin-juillet 2011[7].
- Expositions non datées : Galerie Éliane Poggi, Grenoble ; Galerie Lacydon, Marseille ; Galerie de la Licorne, Cannes, Galerie L'Atelier Lafeuille, Brive-la-Gaillarde ; Galerie de l'Hôtel de Saulx, Beaune ; Galerie Dutilleul, Albi et Toulouse ; Art Line Gallery, Thionville ; Galerie Pieter Breughel, Amsterdam ; Galeries Daimary, Tokyo, Kyoto, Fukuoka, Kobe.

### Expositions collectives

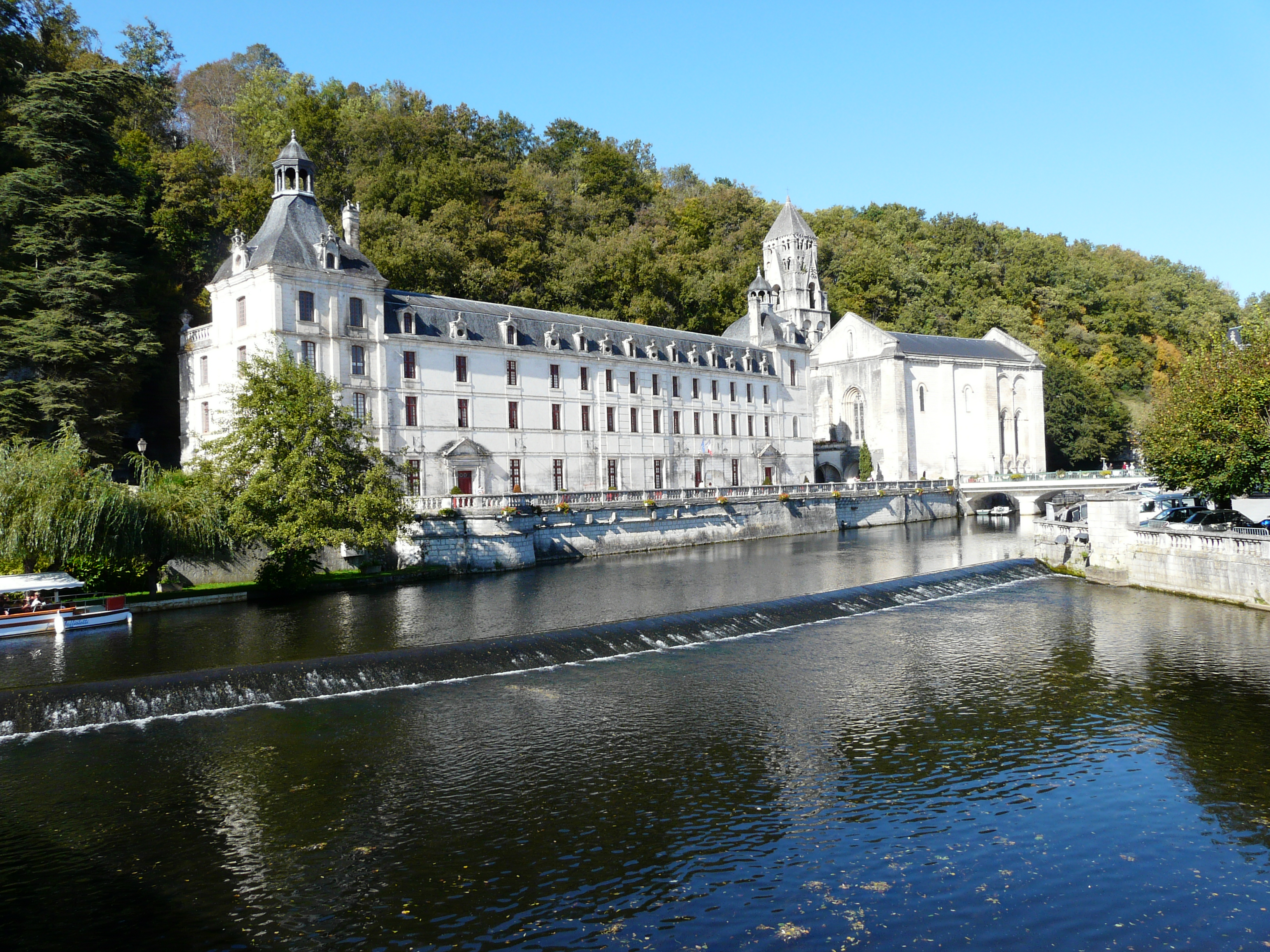
Abbaye Saint-Pierre de Brantôme, 1960

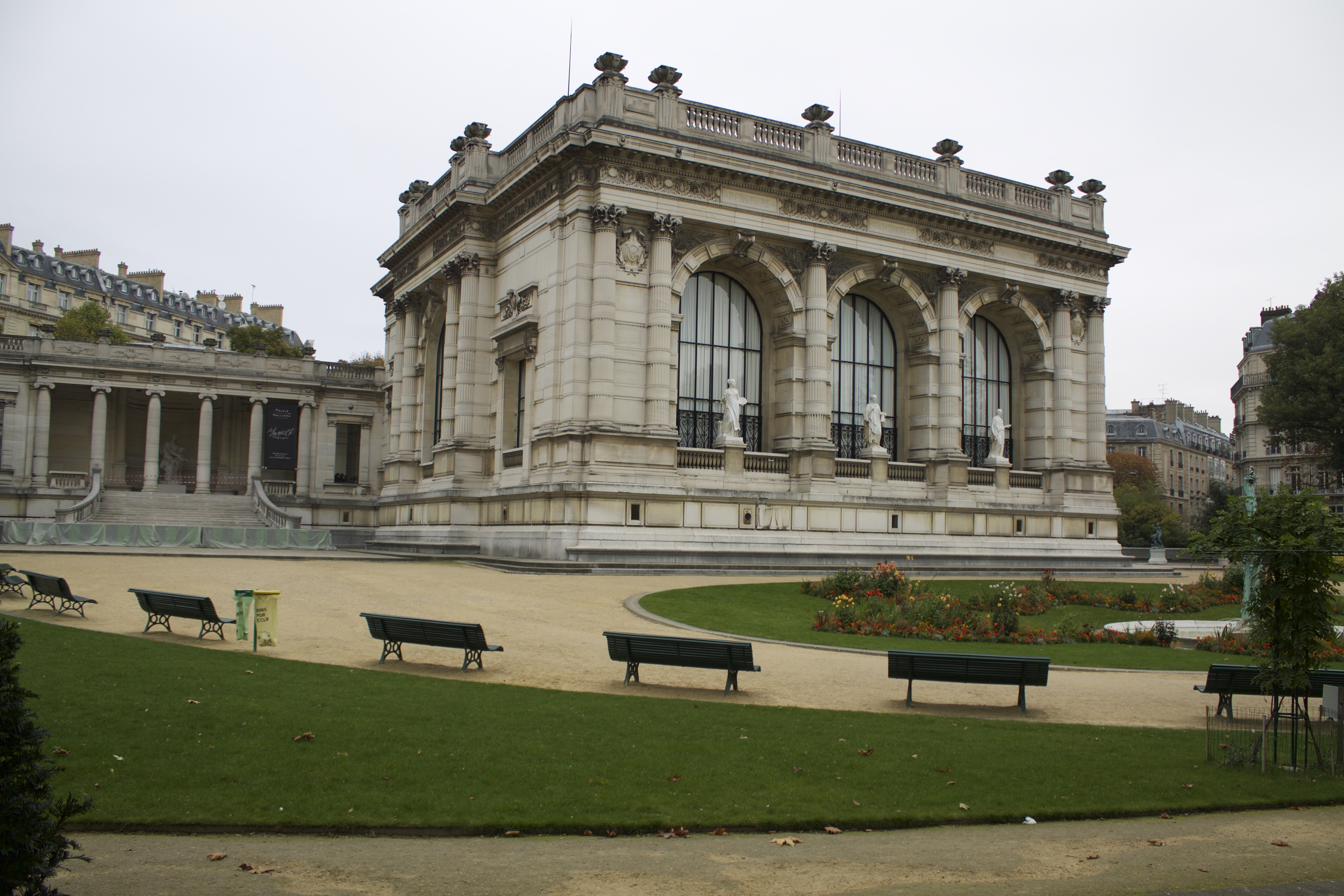
Musée Galliera, Paris, 1977

- Salon de la Société artistique des P.T.T., ministère des Postes, à partir de 1954.
- Salon interministériel, Musée d'art moderne de la ville de Paris, 1958.
- Abbaye Saint-Pierre de Brantôme, 1960.
- Vignobles et vins de France, Galerie Yves Jaubert, Paris, 1971.
- Exposition itinérante, Allemagne et Japon, 1971.
- Studio Atelier, Johannesbourg, Singapour, 1973.
- Réalité de l'imaginaire, Galerie l'Obsidienne, Paris, 1976.
- Salon des peintres témoins de leur temps, Musée Galliera, Paris, février-mars 1977, (thème : La fête ; œuvre présentée : La tendre fête, huile sur toile)[8].
- Les peintres de la Galerie Nettis - Raymond Biaussat, Pierre Bisiaux, Pierre Duteurtre, Daniel Gélis, Claude Hémeret, Alexis Hinsberger, Éliane Thiollier, Félix Varla, Salon du Lions-Club d'Eu, chapelle des Jésuites, Eu (Seine-Maritime), mars-avril 1981.
- Biennale d'art sacré de Lourdes, 1981, 1982.
- Salon du Gemmail, Tours, 1982.
- Orangerie du château de Versailles, 1982.
- Salon des Palmes académiques, mairie du 20e arrondissement de Paris, 1987.
- Salon d'art sacré (Raymond Biaussat, invité d'honneur), Lourdes, 1988.
- Salon du dessin et de la peinture à l'eau, Grand Palais, Paris, 1988.
- Salon Art 24, Périgueux, 1988.
- Salon d'automne, Paris, 1989.
- Salon de Tremblay-en-France (Raymond Biaussat, invité d'honneur), 1990.
- Salon France America, Maison française de Washington, 1991[9].
- Biennale d'art de Périgueux (Raymond Biaussat, invité d'honneur), Périgueux, 1994.
- Les potamick (les amis de Mick Micheyl), Festival du cinéma américain de Deauville, 1995.
- Salon des peintres du spectacle, Maison de la Radio, Paris, 1997.
- Salon de la Société nationale des beaux-arts, Carrousel du Louvre, Paris, 2010.

## Citations

### Dits de Raymond Biaussat
- « Je suis né peintre et, toute ma vie, je n'ai été que ça. J'ai eu la chance de n'être que ça et je remercie la vie qui a fait ma vie. » - Raymond Biaussat[3]

### Réception critique
- « Avec Biaussat, on bute sur le beau comme sur une énigme. Sa beauté trône un peu comme un sphinx incompris et a de froideur juste ce qu'il faut pour nous séduire avec la force de quelqu'un qui ne se donne pas. Il ne s'agit pas pour lui de représenter ni de s'abstraire mais d'ouvrir le champ des possibles, c'est-à-dire de commettre l'acte créateur par excellence. De son univers imaginaire peuplé de stalagmites inspirées, de regards en noyades infinies, de constructions insatisfaites, jaillit par delà le silence cette pulsion ascensionnelle de la matière. » - Jean-Pierre Chopin[6]
- « Pour Biaussat, le paysage est une porte ouverte sur des aspects de la nature contemplés ou pressentis en rêve, le portrait une paroi de glace, transparente à l'extrême, derrière laquelle bougent ou passent les sentiments ignorés, les pensées inconnues de la conscience. » - Marcel Brion de l'Académie française[10]
- « Peintre de la réalité, dont il traite les thèmes traditionnels, qu'il s'agisse de personnages, paysages ou natures mortes, il ne les transmet qu'à travers le voile de la mémoire ou de la rêverie, en vertu de ce que, ainsi que l'écrit un de ses préfaciers, Marcel Brion[10], "le sensible n'est que cette infime portion de réalité vers quoi nous tendons". » - Dictionnaire Bénézit[2]
- « Voici une œuvre à accueillir avec simplicité et immense respect, dans l'esprit de l'artiste qui l'a conçue. Les tableaux lumineux et leur sobre présentation ouvrent à la contemplation de visages d'une merveilleuse transparence. » - Gaston Poulain, évêque de Périgueux et de Sarlat[4]

## Prix et distinctions
- Lauréat du Prix de peinture de Baden-Baden, 1954.
- Rose d'or  (sous la présidence de Louise de Vilmorin), Doué-la-Fontaine, 1963.
- Bourse des arts et lettres de la Fondation L'Avenir du Périgord, de Sylvain Floirat, 1966.
- Médaille du Professeur Grassé, 1966.
- Premier grand prix avec trophée d'or, Festival international de Cannes, 1974.
- Prix du public, Salon de Colombes, 1978.
- Prix international du Gemmail, Tours, 1982.
- Grand Consul de la Vinée de Bergerac, 1982.
- Membre titulaire de la Société historique et archéologique du Périgord, 1982.
- Diplôme « Ami de lumière », Biennale d'art sacré de Lourdes, 1982.
- Médaille Jean-Cocteau, Milly-la-Forêt, 1984.
- Chevalier de l'Ordre des Arts et des Lettres, 1984.
- Prix du conseil municipal de Périgueux, 1986.
- Médaille d'argent de la ville de Paris, 1992.
- Prix du jury du Salon de la Société nationale des beaux-arts, 2010.

## Collections publiques

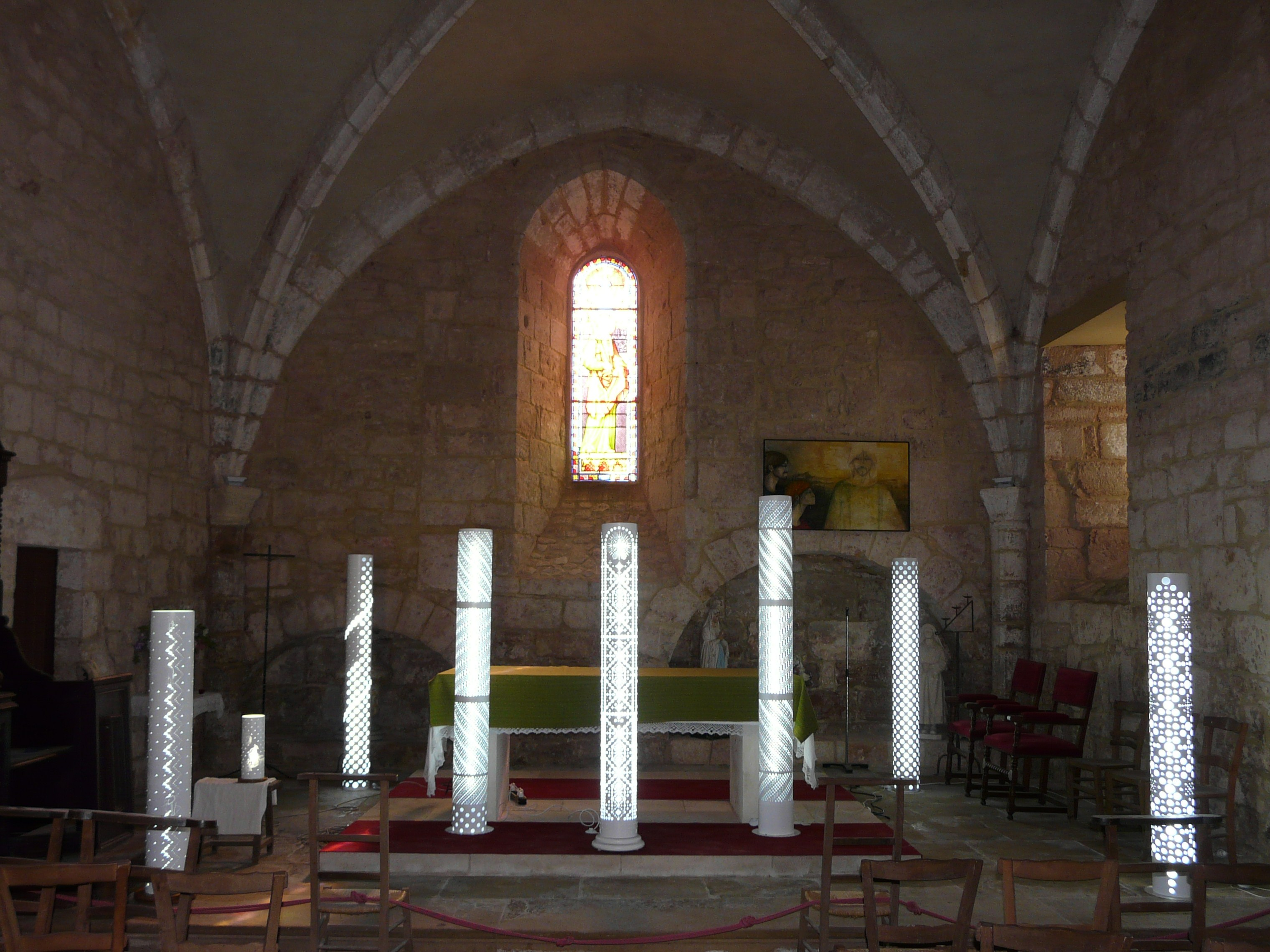
Église de l'Invention de Saint-Étienne, Nailhac

### Tableaux
- Hôtel de ville de Colombes.
- Musée municipal d'art figuratif de Fontainebleau.
- Musée de Gassin.
- Musée de la Pomme, Lanouaille, Pomme d'amour, huile sur toile.
- Mairie de Maisons-Laffitte.
- Église de l'Invention-de-Saint-Étienne, Nailhac, La Résurrection.
- Hôtel du département (Conseil départemental de la Dordogne), Périgueux.
- Direction E.D.F. Indre-et-Loire, Tours.
- Mairie de Tremblay-en-France.
- Église Saint-Jean de Vergt, La vie de Jésus (huit tableaux de l'oratoire : L'Annonciation ; Le mariage de Joseph et Marie ; La Sainte Famille ; Jean et Jésus ; Judas et Jésus ; Voici l'homme ; La Passion ; La Vierge), Saint François - Une infinie tendresse, (tableau des fonts baptismaux).
- Mairie (salle des mariages, appelée salle Raymond-Biaussat) de Vergt.

### Fresques murales
- École de Champcevinel (Dordogne).
- École du parc des Princes, Paris.
- École publique, 130, rue de Longchamp, Paris.
- Restaurant Person P.T.T., 2, rue de la Mabilais, Rennes.

## Collections privées
- Sylvain Floirat, Nailhac.
- Rae Rothfield, Melbourne, Le secret des herbes, huile sur toile[11].

### Articles de presse
- Jean-Louis Avril, Patrice de La Perrière (Univers des arts), Jean-Jacques Lévêque (Sens plastique).

### Radiophonie
- Ilan Malka, « L'invité de France Bleu Périgord Midi : Raymond Biaussat, peintre périgourdin », France Bleu Périgord, 14 janvier 2019 (écouter en ligne - durée : 17 min 00s).